# أليكس تريفيس
أليكس تريفيس (14 يناير 1929 – 12 ديسمبر 2020) هو مبارز بالسيف من الولايات المتحدة راحل، مثّل بلاده في الألعاب الأولمبية الصيفية 1952.

## روابط خارجية
أليكس تريفيس على موقع أوليمبيديا (الإنجليزية)